# Chiesa di San Francesco (Lodi)
La chiesa di San Francesco, risalente alla fine del Duecento, è l'edificio sacro più originale della città di Lodi. La sua peculiarità principale è rappresentata dalle due bifore "a cielo aperto" della facciata, le quali rappresentano il primo esempio di un modello che tra Trecento e Quattrocento si diffuse in tutta l'Italia settentrionale.

## Storia
L'edificio venne innalzato tra il 1280 e i primi anni del Trecento laddove precedentemente sorgeva una piccola chiesa dell'Ordine dei Frati Minori dedicata a San Nicolò. Su iniziativa del vescovo di Lodi Bongiovanni Fissiraga, i religiosi intrapresero la costruzione dell'attuale corpo di fabbrica sostenuti dalle donazioni del nobile Antonio Fissiraga.
Nel 1527 la gestione del tempio venne affidata ai Francescani Riformati di San Bernardino, cui nel 1840 subentrarono i Padri Barnabiti, i quali avevano già occupato nel 1834 il convento adiacente trasformandolo in collegio; i primi anni della loro attività furono interamente dedicati a un profondo lavoro di restauro del complesso, che ebbe termine nel 1842. Benché i Barnabiti abbiano ottenuto il ministero apostolico della chiesa di San Francesco "a uso perpetuo", la proprietà dell'edificio è sempre rimasta appannaggio della parrocchia della Cattedrale di Lodi, da cui tuttora dipende. L'edificio è annoverato fra i monumenti nazionali italiani.

## Architettura e arte

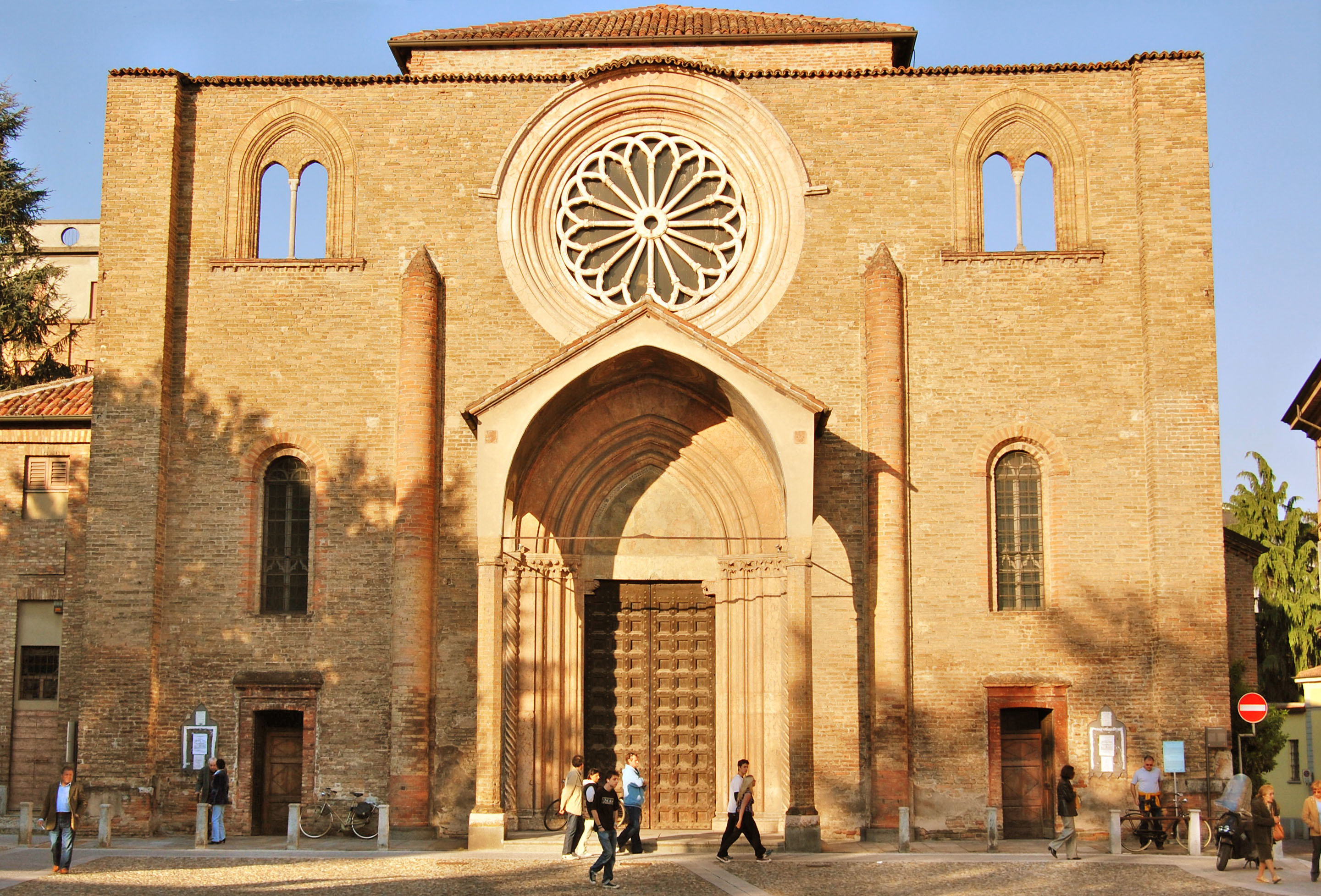
Il principale elemento di originalità della facciata consiste nelle due bifore "a cielo aperto", primo esempio di una soluzione architettonica che si diffuse in tutta l'Italia del nord

### La facciata
La facciata in cotto rosato, rimasta incompiuta, è caratterizzata da un alto protiro ogivale con colonne in cotto su plinti di pietra, da due lesene semi-cilindriche e da un grande rosone in marmo bianco; ai lati, due singolari bifore a sesto acuto si aprono al cielo donando leggerezza alla struttura frontale.

### L'interno
L'ampio spazio interno della chiesa è diviso in tre navate di quattro campate ciascuna, con cappelle laterali e pianta a croce latina; grosse  colonne in laterizio reggono archi ogivali e volte a crociera. La terza cappella della navata destra, intitolata a San Bernardino, venne ricavata nel 1477 da una torretta fortificata di epoca anteriore.

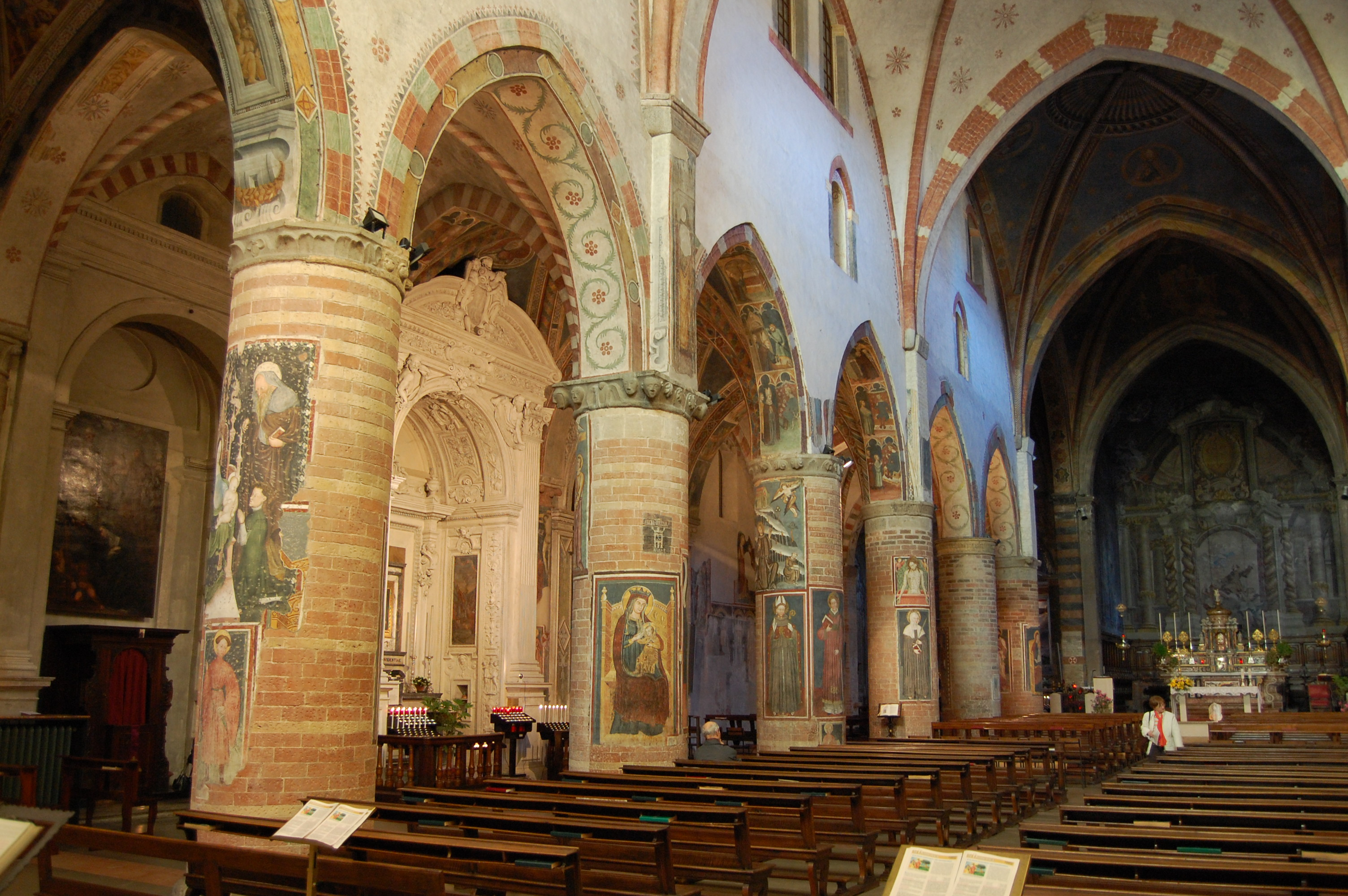
Veduta dell'interno

Le colonne e le pareti sono decorate da numerosi affreschi risalenti ai secoli compresi tra il Trecento e il Settecento; in particolare, tra i moltissimi affreschi del XIV secolo, il più significativo è senza dubbio quello collocato nel transetto destro, intitolato Madonna col Bambino, i santi Nicola e Francesco e il signor Antonio Fissiraga che presenta il modellino della chiesa, attribuito a un anonimo maestro lombardo che realizzò anche la Madonna col Bambino sulla parete della navata di destra, tra le cappelle dedicate a Santa Caterina e a San Bernardino.
Non mancano interessanti testimonianze di opere settecentesche che esprimono con vivacità e raffinatezza il gusto per la decorazione tipico del Secolo dei Lumi. Spicca la Cappella dell'Immacolata, dominata nella nicchia dalla statua lignea della Vergine, policroma e dorata dal manto mosso e dalle pose aggraziate. Completano l'apparato decorativo della cappella i rivestimenti marmorei e la volta delicatamente affrescata dai luganesi fratelli Torricelli, già ampiamente attivi in Valtellina e nel Canton Ticino. Anche la Cappella di Santa Caterina e quella di Santa Margherita da Cortona possono vantare elementi pregiati frutto di capaci maestranze del marmo e del ferro oltre che dall'apporto di validi decoratori.
Gli affreschi realizzati sulla parete della seconda campata destra, tra cui Madonna Immacolata tra San Francesco, San Bonaventura e un donatore, risalgono invece al XVI secolo e sono opera del lodigiano Francesco Soncini, collaboratore e allievo di Callisto Piazza. Vanno inoltre segnalati gli affreschi settecenteschi di Sebastiano Galeotti presenti nella zona absidale, che attualmente versano in uno stato di notevole degrado.

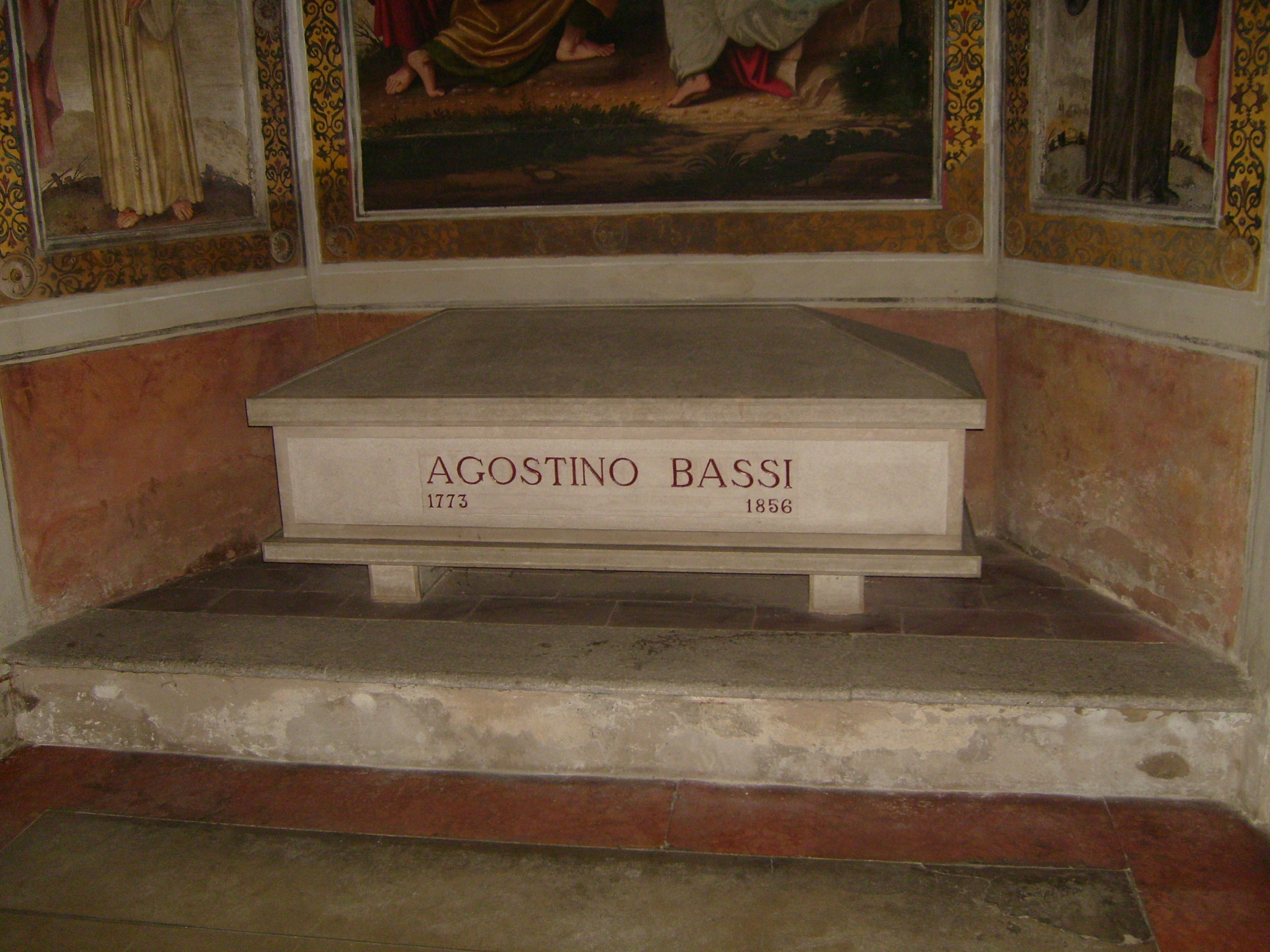
Il sepolcro di Agostino Bassi si trova nel segmento di destra del transetto

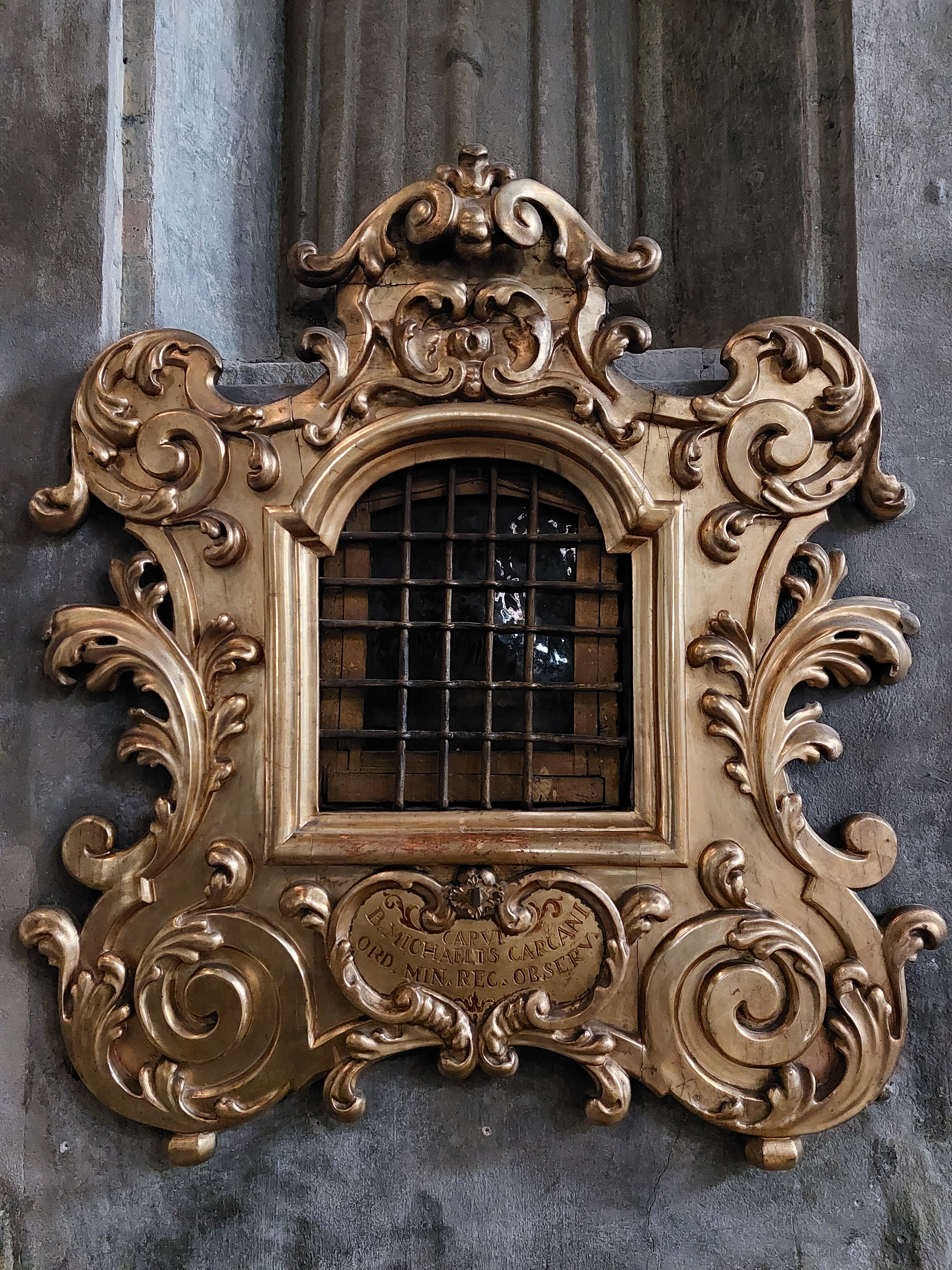
La nicchia dov'è custodito il capo del beato Carcano, nel segmento di sinistra, vicino alla sacrestia.

L'edificio conserva anche alcuni importanti dipinti cinquecenteschi e seicenteschi, quali Sant'Antonio da Padova che incontra Ezzelino da Romano di Giovan Battista Trotti detto il Malosso (ospitato nella cappella Fissiraga), San Francesco che riceve le stimmate del lodigiano fra Sollecito Arisi e Madonna di Caravaggio di Enea Salmeggia.
L'edificio conserva anche alcuni importanti dipinti cinquecenteschi e seicenteschi, quali Sant'Antonio da Padova che incontra Ezzelino da Romano di Giovan Battista Trotti detto il Malosso (ospitato nella cappella Fissiraga), San Francesco che riceve le stimmate del lodigiano fra Sollecito Arisi e Madonna di Caravaggio di Enea Salmeggia.
Nella chiesa sono infine collocati i sepolcri di alcuni lodigiani illustri, tra cui il librettista Francesco De Lemene, la poetessa Ada Negri e il naturalista Agostino Bassi, pioniere della moderna batteriologia. Vi è anche, deposto in una nicchia nei pressi della cappella del Crocifisso, il capo del beato Michele Carcano.